# 복사매현
복사매현(伏斯買縣) 또는 심천현(深川縣)은 고대의 지명으로 지금의 가평군 조종면 현리(縣里)를 치소로 조종면과 상면(上面)에 있던 지역이다.

## 유래
복사홀(伏斯忽)이라고도 했는데 심천이나 나중의 준수(浚水)라는 한자의 의미에서 알 수 있듯 깊은 물,또는 깊은 골이라는 뜻이다. 실제로 남북으로 조종천(朝宗川)이 흐르는 깊은 산에 둘러싸인 골짜기에 있는 지역으로 중심지인 현리는 유명한 피서유원지이다.

## 역사
- 일찍부터 백제의 영역이었다. 백제는 이 지역에 심천현을 설치했다.
- 장수왕 대에 고구려군의 대거 남침(南侵)으로 고구려에 점령되어 복사매가 되었다.
- 신라에 점령되어 통일신라시대인 757년 경덕왕 16년 행정체제 개편으로 준수현(浚水縣)으로 개명하고 수약주 가평군의  영현이 되었다. 가평군은 영현이 준수현 하나뿐이었다.
- 고려 현종대에 조종현(朝宗縣)으로 개명했다.
- 1396년 조선왕조가 개국된 이후 조종현이 군이었다가 강등당한 가평현에 합병되었다.
- 1697년 숙종 24년에 조종천의 현리구간에 제방이 축조되었다.
- 면리제가 확립돠자 상면과 하면이 각각 조종상면(朝宗上面)과 조종하면이 되었고 1871년 당시에 조종상면은 율길리(栗吉里), 봉수리(熢燧里), 원흥촌(元興村), 상동(霜洞), 태봉동(胎封洞), 연하리(蓮下里), 반계동(盤溪洞), 항사리(項沙里), 와가동(瓦家洞), 천곡(泉谷), 평촌(坪村), 행현(杏峴), 축령리(祝靈里), 임초리(林草里), 덕현리(德峴里), 조가터(曺哥垈), 간성대(竿城垈) 등 17 개동에 전체 438호가 거주했고 조종하면은 현리 , 영양촌 , 석사촌 , 내곡 , 내세곡 , 외세곡 , 신상리 , 신중리 , 중판미리 , 정수동 , 행랑촌 , 구이목 , 하판미리 , 마일 , 신하리 , 망동 , 하대리 , 다복촌 , 상대리등 19 동리에 624호가 거주했었다.
- 1914년 일제에 의한 행정폐합으로 두 면이 상,하면으로 개명되어 16개 리로 재편되었다.
- 2015년 12월 16일 면의 이름이 하면(下面)에서 조종면으로 개칭되었으며[1], 이와 함께 하판리(下板里)를 운악리(雲岳里)로 개칭하였다.[2]

## 같이 보기
- 조종면
- 상면